# Primera Universidad Nacional de Ciencia y Tecnología de Kaohsiung
La Primera Universidad Nacional de Ciencia y Tecnología de Kaohsiung (en chino, 國立高雄科技大學), que utiliza las siglas NKFUST (iniciales del nombre en inglés, National Kaohsiung First University of Science and Technology), es una universidad de titularidad pública que se encuentra en la ciudad de Kaohsiung, en Taiwán (República de China), y que fue fundada en 1995. En su campus urbano de 75 hectáreas se forman 7,804 estudiantes.